# Jack Lowden
Jack Andrew Lowden (Chelmsford, 2 de junho de 1990) é um ator e produtor escocês. Após quatro anos de carreira bem sucedida, o seu primeiro grande sucesso internacional foi na minissérie War and Peace (2016), da BBC, a qual lhe deu papéis principais em longas-metragens.
Jack protagonizou a peça Chariots of Fire no papel de Eric Liddell em 2012 e, em 2014, ganhou um prémio Olivier e o Ian Charleston Award pelo seu papel de Oswald na adaptação de 2013 de Ghosts de Ibsen. A partir desse ano, o ator começou a ter papéis de maior relevância em séries e filmes britânicos, destacando-se The Tunnel (2013), England is Mine (onde interpretou o papel de Morrissey), Dunkirk (2017), Mary Queen of Scots (2018) e Fighting With My Family (2019).
Desde 2022, é um dos protagonistas da série Slow Horses, transmitida pela Apple TV+.

## Primeiros anos
Jack Lowden nasceu em Chelmsford, Essex. É filho de Gordon e Jacquie Lowden e cresceu na aldeia escocesa de Oxton. Numa entrevista em 2019, Jack disse ter sido um bebé concebido por fertilização in vitro. O seu irmão mais novo, Calum, tornou-se bailarino profissional na Manor School of Ballet em Edimburgo e, mais tarde, frequentou a English National Ballet School e a Royal Ballet School em Londres. Atualmente, Callum é primeiro solista do Ballet Real Sueco.
Quando era criança, Jack também teve aulas de dança na Manor School of Ballet, mas descobriu que a sua vocação era a representação. O ator também já revelou que a sua principal ambição quando era pequeno era ser jogador de futebol.
Quando tinha 10 anos, os pais de Jack inscreveram-no no Scottish Youth Theatre em Edimburgo. Aos 12 anos, ele interpretou o papel de John na peça Peter Pan, apresentada no King's Theatre em Edimburgo. O ator fez o ensino secundário na Earlston High School, onde participou em várias peças e concertos. Jack decidiu que queria ser ator quando viu a peça Black Watch em 2007. Quando ainda estava no secundário, teve aulas durante o verão na Royal Academy of Dramatic Art em Londres e também fazia parte da Galashiels Amateur Operatic Society, onde foi protagonista da peça The Boy Friend. Jack estudou representação na Royal Scottish Academy of Music and Drama, tendo concluído a licenciatura em 2011.

## Carreira

### 2009–2011
Em 2009, quando tinha 18 anos, Jack foi o protagonista de um anúncio de televisão da marca Irn-Bru baseado no filme High School Musical. Em 2010, teve um pequeno papel, o de Nick Fairclough, num episódio da série Being Victor, que era filmada em Glasgow.
Entre 2010 e 2011, enquanto ainda estudava na Royal Scottish Academy of Music and Drama, Jack protagonizou a peça Black Watch no National Theatre of Scotland. A peça oferece um olhar incisivo e atual sobre a dura realidade da guerra e retrata os soldados do lendário regime escocês Black Watch, que serviu na Guerra do Iraque. Jack e o restante elenco fizeram treinos intensivos durante os ensaios.
A peça partiu em digressão e foi apresentada em Londres, Glasgow, Aberdeen e Belfast no Reino Unido e em Nova Iorque, Washington, Chicago, Austin e Chapel Hill nos Estados Unidos. As críticas no Reino Unido descreveram Jack como "claramente um jovem ator bastante promissor" "que carrega este início incrível da sua carreira com confiança e maturidade". Nos EUA, o The Washington Post descreveu-o como "discretamente carismático" e "um dos pontos altos" da peça. O Chicago Sun-Times disse que Jack tinha "um carisma fácil" e o Chicago Tribune realçou o seu "trabalho rico e altamente detalhado".

### 2012-2016

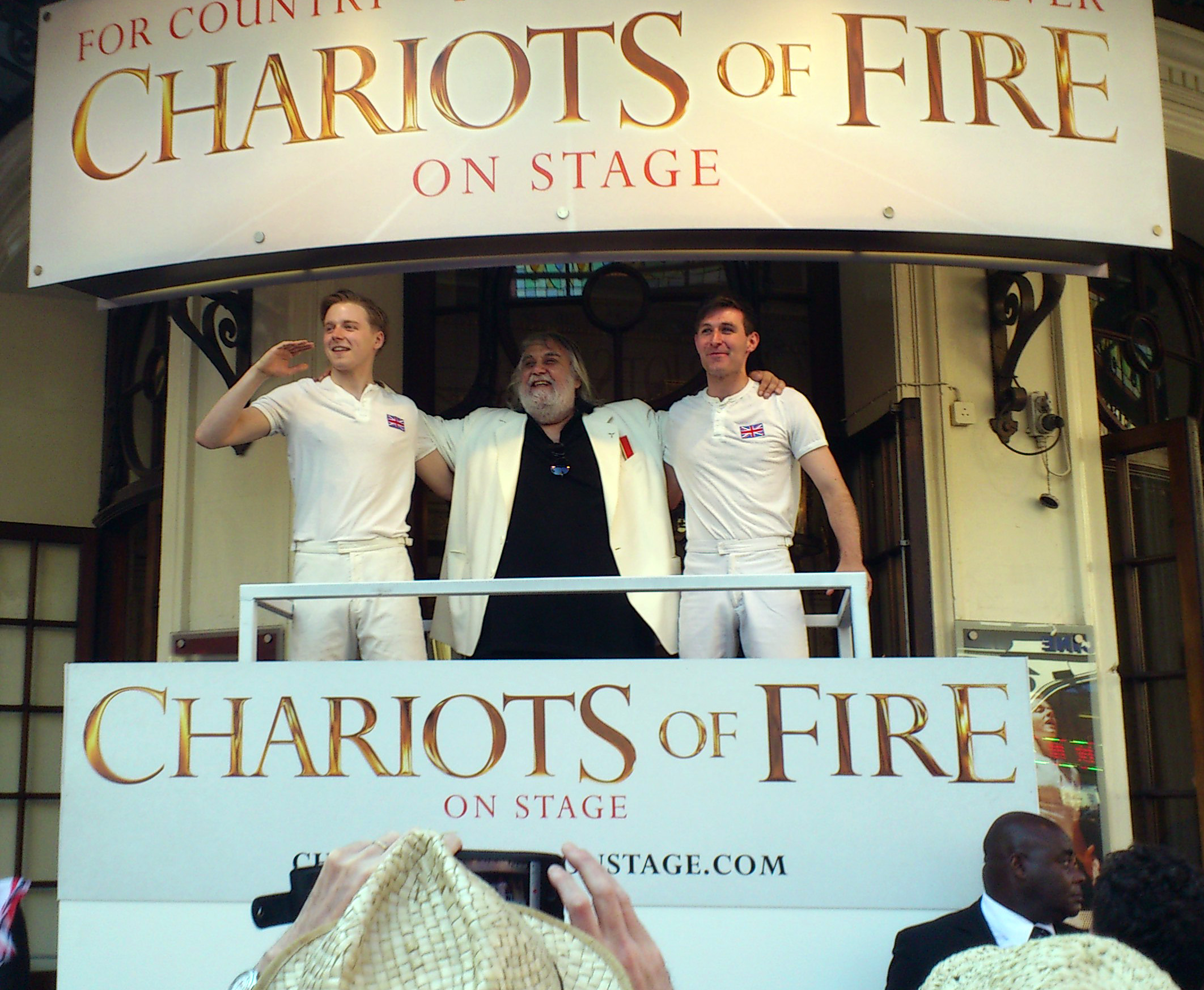
Jack Lowden com o seu colega James McArdle durante a peça Chariots of Fire em 2012

Entre 9 de maio de 2012 e 5 de janeiro de 2013, Jack interpretou o papel do atleta e missionário escocês Eric Liddell, o protagonista da peça Chariots of Fire, uma adaptação ao teatro do filme homónimo. A peça de temática olímpica foi criada e produzida especialmente para comemorar os Jogos Olímpicos de Londres de 2012 e estrou no Hampstead Theatre, tendo sido depois transferida para o Gielgud Theatre no West End em junho de 2012. O desempenho de Jack foi bastante elogiado, incluindo por Libby Purves do The Times, que o considerou "notável".
No ecrã, Jack participou no drama da ITV, Mrs Biggs, no papel de Alan Wright, que tem um caso com Charmian Biggs e a engravida. Em 2013, interpretou o papel de Adam, o filho da personagem principal na série The Tunnel. A série, uma coprodução britânica e francesa, baseia-se na série dano-sueca Bron/Broen e teve críticas positivas, apesar de muitos considerarem que não tem tanta qualidade como a série original. No ano seguinte, Jack estrou-se no cinema com um pequeno papel no filme '71, cuja ação decorre em Belfast durante os conflitos na Irlanda do Norte.
Ainda em 2014, o ator recebeu o prémio Olivier e o Ian Charleston Award pelo seu papel de Oswald na adaptação de Richard Eyre da peça Ghosts de Ibsen, protagonizada por Lesley Manville.  A peça foi apresentada entre setembro de 2013 e março de 2014, primeiro no Almeida Theatre e mais tarde no Trafalgar Studios.
Em junho de 2014, a Screen Daily considerou Jack Lowden uma das suas Estrelas do Futuro.
No outono desse ano, Jack interpretou o papel de Orestes na peça Electra, apresentada no teatro Old Vic. Na peça, Kristin Scott Thomas interpreta o papel de Electra, a irmã da personagem de Jack e Diana Quick interpreta a sua mãe. No final do ano, foi um dos protagonistas da série da BBC, The Passing Bells, cuja ação decorre na Primeira Guerra Mundial. A série conta a história de dois jovens, um alemão e um inglês, que se alistam no exército no início da guerra.
Em 2016, Jack interpretou o papel de Nikolai Rostov, uma das personagens principais da adaptação da BBC de War & Peace. A minissérie de seis episódios, que conta com Lily James, Paul Dano e James Norton no elenco, foi bastante elogiada pela crítica.
No cinema, o ator protagonizou o seu primeiro filme, Tommy's Honour, sobre o lendário golfista escocês Tommy Morris e a sua relação complexa com o seu pai, Old Tom Morris, interpretado por Peter Mullan. Jack foi nomeado para os prémios BAFTA escoceses na categoria de Melhor Ator pelo seu desempenho neste filme. No mesmo ano, Jack interpretou o papel do político Tony Benn em A United Kingdom, um filme biográfico sobre Seretse Khama e Ruth Williams, interpretados por David Oyelowo e Rosamund Pike. O ator teve ainda um papel secundário em Denial. O filme, protagonizado por Rachel Weisz e baseado em factos verídicos, conta a história de uma estudiosa do Holocausto que foi processada pelo negacionista do Holocausto David Irving por meio de uma ação de difamação. O filme conta ainda com Tom Wilkinson, Timothy Spall e Andrew Scott no elenco.

### 2017 - 2020

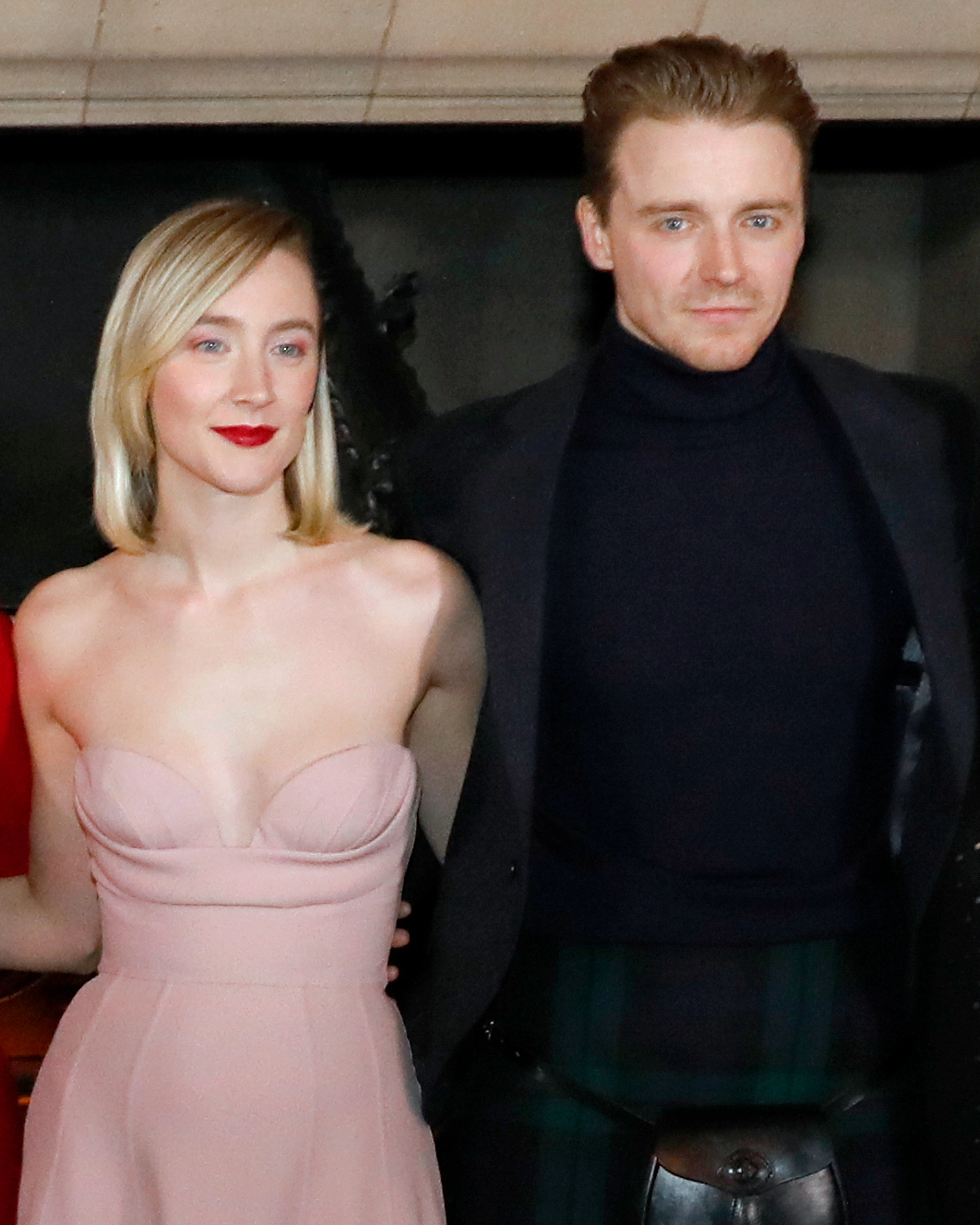
Jack Lowden com Saoirse Ronan na estreia de Mary Queen of Scotts em 2018

Em 2017, Jack interpretou o papel do piloto da RAF, Collins, em Dunkirk de Christopher Nolan. O filme foi considerado um dos melhores desse ano e foi nomeado para vários prémios na categoria de Melhor Filme, incluindo para os Óscares, BAFTA e Globos de Ouro. Ainda nesse ano, Jack interpretou o papel de Morrissey no filme biográfico England is Mine. O filme, que conta ainda com Jessica Brown Findlay e Jodie Comer no elenco, estrou no Festival Internacional de Cinema de Edimburgo.
Em 2018, Jack contracenou com Martin McCann no thriller escocês Calibre, que estreou no Festival Internacional de Cinema de Edimburgo e foi lançado em todo o mundo através do serviço de streaming Netflix em julho de 2018. Guy Lodge da revista Variety descreveu o desempenho de Jack como: "um desempenho dedicado de alguém que passa por um mau bocado da estrela escocesa em ascensão Jack Lowden, um ator de teatro vencedor de um prémio Olivier que agora está a estabelecer uma presença discretamente potente e empática no ecrã". Este projeto valeu a Jack o prémio de Melhor Ator de Cinema nos prémios BAFTA escoceses.
Ainda em 2018, Jack regressou aos palcos com a peça Measure for Measure de William Shakespeare no teatro Donmar Warehouse. A peça, encenada por Josie Rourke e que também, foi protagonizada por Hayley Atwell, apresentou uma interpretação única do texto de Shakespeare: na primeira parte, a peça era apresentada da forma clássica e, na segunda, os protagonistas interpretavam a personagem do sexo oposto. Na televisão, o ator voltou a trabalhar com Hayley Atwell na adaptação em três partes da BBC do romance The Long Song de Andrea Levy. A série, sobre uma revolta de trabalhadores negros numa plantação de cana de açúcar na Jamaica do século XIX, foi filmada na República Dominicana. Jack interpreta o papel de Robert Goodwin, um jovem idealista que chega à plantação com grandes aspirações e que implementa o fim da escravatura na mesma, mas que acaba por se virar contra os seus trabalhadores e aterrorizá-los.
No cinema, Jack interpretou o papel de Lord Darnley, o marido de Maria da Escócia, a personagem interpretada por Saoirse Ronan, em Mary Queen of Scots. O filme, que conta ainda com Margot Robbie e Joe Alwyn no elenco, foi realizado pela encenadora Josie Rourke e teve críticas mistas.
Em 2019, interpretou o papel de Zak Bevis no filme Fighting with My Family, realizado por Stephen Merchant e com Florence Pugh, Nick Frost, Lena Headey e Dwayne Johsnon no elenco. O filme baseia-se no documentário The Wrestlers: Fighting with My Family e adapta ao cinema a história da lutadora de luta-livre profissional inglesa Paige, da sua família de lutadores e o seu caminho até chegar à WWE. Fighting with My Family estreou no Festival de Cinema de Sundance e teve críticas bastante positivas, tendo atualmente uma classificação de 93% no site Rotten Tomatoes.
Nesse ano, Jack juntou-se à Beta Cinema para criar a sua própria companhia de produção, a Reiver Pictures, com sede em Edimburgo. Isto levou à produção de um thriller psicológico, Kindred, onde o ator interpretou o papel de Thomas. O filme, lançado em 2020, segue a história de uma mulher grávida, interpretada por Tamara Lawrance que, após a morte do companheiro, é acolhida pela família dele, mas vai-se apercebendo que as suas intenções não são as melhores. O filme conta ainda com Fiona Shaw e Edward Holcroft no elenco e recebeu críticas mistas após a sua estreia no Festival de Cinema de Montclair.
Ainda em 2020, Jack teve um pequeno papel no filme Capone, onde voltou a trabalhar com o ator Tom Hardy. Na televisão, trabalhou com o realizador Steve McQueen na série de filmes antológicos Small Axe. Jack participa no primeiro filme, "Mangrove", onde interpreta o papel de Ian Macdonald, um advogado escocês pioneiro na defesa de casos antirracistas no Reino Unido e que foi essencial no caso dos Mangrove Nine.

### 2021 - presente
Em 2021, estreou Benediction, o último filme do realizador Terrence Davies. Jack protagoniza este filme biográfico no papel do poeta Siegfried Sassoon, famoso pela sua poesia anti-bélica durante a Primeira Guerra Mundial. O filme e o desempenho de Jack foram bastante elogiados pela crítica. Charlotte O'Sullivan do The Standard escreveu: "Jack Lowden brilha como Siegfried Sasson... Apesar de se falar muito de Jack Lowden como um potencial James Bond, o ator tem um talento supremo e não precisa de um franchise para o colocar no mapa."  Guy Lodge da Variety escreveu: "Nem todas as mudanças temporais resultam neste estudo ambicioso do poeta homossexual britânico, mas no seu melhor, é sublime com um desempenho sublime de Jack Lowden." Este papel valeu ao ator o seu segundo BAFTA Escocês na categoria de Melhor Ator.
No ano seguinte, estreou a série Slow Horses no serviço de streaming Apple TV+. Slow Horses baseia-se na série de livros Slough House de Mick Herron sobre uma unidade de pouca importância do MI5 para onde são enviados os espiões considerados demasiado incompetentes para trabalharem nas missões mais importantes. Na série, protagonizada por Gary Oldman, Jack interpreta o papel de River Cartwright, um espião que é relegado para a unidade de Slough House depois de falhar um exercício de treino importante. A série foi bastante elogiada pela crítica e valeu a Jack nomeações para os prémios BAFTA e para os Emmy na categoria de Melhor Ator Secundário de Televisão. A série foi renovada para a quinta temporada em 2024.
Em 2023, foi o protagonista da série The Gold, transmitida pela BBC. A série dramatiza um dos maiores roubos da história, o Brink's-Mat robbery, onde seis ladrões roubaram 26 milhões de libras (o equivalente a 93,3 libras em 2021) em ouro do Aeroporto de Heathrow. Jack interpreta o papel de Kenneth Noye, um criminoso que esteve envolvido na lavagem do ouro.
Em 2024, foi um dos produtores do filme The Outrun, que estreou no Festival de Cinema de Sundance. Jack produziu o filme através da companhia de produção Arcade Pictures, que fundou em conjunto com Saoirse Ronan e Dominic Norris. Nesse ano, teve também um pequeno papel na série Rings of Power e foi um dos protagonistas da peça The Fifth Step, do dramaturgo David Ireland.

## Vida pessoal
Entre 2019 e 2021, Jack viveu em Leith, Edimburgo, antes de se voltar a mudar para a sua região natal de Scottish Borders em 2021. Entretanto, voltou a mudar-se para Londres. Ele apoia a independência da Escócia.
Jack é casado com a atriz irlandesa Saoirse Ronan que conheceu nas filmagens de Mary Queen of Scotts.

## Filmografia

### Cinema
| Ano  | Título                  | Papel             | Título em Português / Notas                        |
| ---- | ----------------------- | ----------------- | -------------------------------------------------- |
| 2014 | '71                     | Thompson          | br: 71: Esquecido em Belfast pt: 71                |
| 2014 | Ghosts                  | Oswald            | Versão para o cinema da peça do West End           |
| 2016 | Tommy's Honour          | Tom Morris, Jr.   | pt: Um Jogo de Honra                               |
| 2016 | A United Kingdom        | Tony Benn         | br/pt: Um Reino Unido                              |
| 2016 | Denial                  | James Libson      | br/pt: Negação                                     |
| 2017 | Dunkirk                 | Collins           | br: Dunkirk pt: Dunquerque                         |
| 2017 | England Is Mine         | Morrissey         | br/pt: England Is Mine - Descobrir Morrissey       |
| 2018 | Calibre                 | Vaughn            | br/pt: Calibre                                     |
| 2018 | Mary Queen of Scots     | Lord Darnley      | br: Duas Rainhas pt: Maria, Rainha dos Escoceses   |
| 2019 | Fighting with My Family | Zak Bevis         | br: Lutando Pela Família pt: Uma Família no Ringue |
| 2020 | Capone                  | Crawford          | br/pt: Capone                                      |
| 2020 | Kindred                 | Thomas            | Também foi co-produtor                             |
| 2021 | Benediction             | Siegfried Sassoon | br: Benediction Também foi produtor executivo      |
| 2024 | The Outrun              |                   | Produtor                                           |
| 2025 | Rogue Trooper           | Gunner            |                                                    |
| 2025 | Ella McCAy              |                   |                                                    |
| 2025 | Tornado                 | Little Sugar      |                                                    |

### Televisão
| Ano           | Título                                    | Papel            | Notas                          |
| ------------- | ----------------------------------------- | ---------------- | ------------------------------ |
| 2010          | Being Victor                              | Nick Fairclough  | Episódio: #1.3                 |
| 2012          | Mrs Biggs                                 | Alan Wright      | 2 episódios                    |
| 2013          | The Tunnel                                | Adam Roebuck     | 10 episódios                   |
| 2014          | The Passing Bells                         | Michael          | Minissérie                     |
| 2016          | War & Peace                               | Nikolai Rostov   | Minissérie                     |
| 2018          | The Long Song                             | Robert Goodwin   | Telefilme em 3 partes          |
| 2020          | Small Axe                                 | Ian Macdonald    | Minissérie; episódio: Mangrove |
| 2022–presente | Slow Horses                               | River Cartwright | Série                          |
| 2023          | The Gold                                  | Kenneth Noye     | Série                          |
| 2024          | The Lord of the Rings: The Rings of Power | Sauron           |                                |

## Teatro
| Ano     | Título              | Papel           | Encenador       | Autor                       | Teatro                            |
| ------- | ------------------- | --------------- | --------------- | --------------------------- | --------------------------------- |
| 2010–11 | Black Watch         | Cammy           | John Tiffany    | Gregory Burke               | National Theatre of Scotland      |
| 2012    | Chariots of Fire    | Eric Liddell    | Edward Hall     | Mike Bartlett Colin Welland | Hampstead Theatre Gielgud Theatre |
| 2013–14 | Ghosts              | Oswald          | Richard Eyre    | Henrik Ibsen                | Almeida Theatre Trafalgar Studios |
| 2014    | Electra             | Orestes         | Ian Rickson     | Sophocles                   | Old Vic                           |
| 2018    | Measure for Measure | Angelo Isabella | Josie Rourke    | Shakespeare                 | Donmar Warehouse                  |
| 2024    | The Fifth Step      | Luka            | Finn den Hertog | David Ireland               | National Theatre of Scotland      |

## Prémios e nomeações
| Ano  | Prémio                            | Categoria                                   | Trabalho Nomeado    | Resultado |
| ---- | --------------------------------- | ------------------------------------------- | ------------------- | --------- |
| 2014 | Ian Charleson Awards              | Melhor Ator Secundário                      | Ghosts              | Venceu    |
| 2014 | Laurence Olivier Award            | Melhor Ator Secundário                      | Ghosts              | Venceu    |
| 2016 | Young Scot Awards                 | Entertenimento                              | War & Peace         | Indicado  |
| 2016 | British Academy Scotland Awards   | Melhor Ator de Cinema                       | Tommy's Honour      | Indicado  |
| 2018 | British Academy Scotland Awards   | Melhor Ator de Cinema                       | Calibre             | Venceu    |
| 2019 | British Academy Scotland Awards   | Melhor Ator de Cinema                       | Mary Queen of Scots | Indicado  |
| 2020 | British Academy Film Awards       | Rising Star Award                           |                     | Indicado  |
| 2021 | British Academy Scotland Awards   | Melhor Ator em Televisão                    | Small Axe: Mangrove | Indicado  |
| 2022 | British Academy Scotland Awards   | Melhor Ator de Cinema                       | Benediction         | Venceu    |
| 2023 | British Academy Television Awards | Melhor Ator Secundário                      | Slow Horses         | Indicado  |
| 2024 | Primetime Emmy Awards             | Melhor Ator Secundário numa Série Dramática | Slow Horses         |           |